# Luxemburgs voetbalelftal in 1980
Het Luxemburgs voetbalelftal speelde in totaal elf interlands in het jaar 1980, waaronder drie wedstrijden in de kwalificatiereeks voor de WK-eindronde 1982 in Spanje. De nationale selectie stond onder leiding van bondscoach Louis Pilot. Aanvaller Marcel di Domenico kwam in alle elf duels in actie, van de eerste tot en met de laatste minuut.

## Balans
| Wedstrijden | Wedstrijden | Wedstrijden | Wedstrijden | Doelpunten | Doelpunten | Doelpunten | Punten |
| Gespeeld    | Winst       | Gelijk      | Verlies     | Voor       | Tegen      | Saldo      | Punten |
| ----------- | ----------- | ----------- | ----------- | ---------- | ---------- | ---------- | ------ |
| 11          | 2           | 0           | 9           | 4          | 27         | –23        | 0.364  |

## Interlands
|                                                        | |       |           |                                                                                     |
| 27 februari Vriendschappelijk № 315 «onderlinge duels» | België | 5 – 0 | Luxemburg | Heizelstadion, Brussel Toeschouwers: 1.226 Scheidsrechter: Henk van Ettekoven (NED) |
| 27 februari Vriendschappelijk № 315 «onderlinge duels» | Erwin Vandenbergh 12' René Vandereycken 16' Erwin Vandenbergh 21' François Van der Elst 66' François Van der Elst 89' |       |           | Heizelstadion, Brussel Toeschouwers: 1.226 Scheidsrechter: Henk van Ettekoven (NED) |

|                                                     |           |                        |         | |
| 26 maart Vriendschappelijk № 316 «onderlinge duels» | Luxemburg | 0 – 1                  | Uruguay | Stade de la Frontière, Esch-sur-Alzette Toeschouwers: 1.500 Scheidsrechter: Walter Eschweiler (FRG) |
| 26 maart Vriendschappelijk № 316 «onderlinge duels» |           | ??' Waldemar Victorino |         | Stade de la Frontière, Esch-sur-Alzette Toeschouwers: 1.500 Scheidsrechter: Walter Eschweiler (FRG) |

|                                               |                   |       |          |                                                                                     |
| 1 mei Mara Halim Cup № 317 «onderlinge duels» | Luxemburg         | 1 – 0 | Thailand | Teladan Stadion, Medan Toeschouwers: onbekend Scheidsrechter: Herman van Dijk (NED) |
| 1 mei Mara Halim Cup № 317 «onderlinge duels» | Johny Clemens ??' |       |          | Teladan Stadion, Medan Toeschouwers: onbekend Scheidsrechter: Herman van Dijk (NED) |

|                                               |                               |       |                                                                |                                                                                          |
| 9 mei Mara Halim Cup № 318 «onderlinge duels» | Zuid-Korea                    | 2 – 3 | Luxemburg                                                      | Teladan Stadion, Medan Toeschouwers: onbekend Scheidsrechter: Kosasih Kartadiredia (INA) |
| 9 mei Mara Halim Cup № 318 «onderlinge duels» | doelpuntenmakers onbekend ??' |       | ??' Marcel di Domenico ??' Romain Schreiner ??' Jeannot Reiter | Teladan Stadion, Medan Toeschouwers: onbekend Scheidsrechter: Kosasih Kartadiredia (INA) |

|                                                |                              |       |           |                                                                        |
| 11 mei Mara Halim Cup № 319 «onderlinge duels» | Japan                        | 1 – 0 | Luxemburg | Teladan Stadion, Medan Toeschouwers: onbekend Scheidsrechter: onbekend |
| 11 mei Mara Halim Cup № 319 «onderlinge duels» | doelpuntenmaker onbekend ??' |       |           | Teladan Stadion, Medan Toeschouwers: onbekend Scheidsrechter: onbekend |

|                                                |                               |       |           |                                                                        |
| 13 mei Mara Halim Cup № 320 «onderlinge duels» | Birma                         | 2 – 0 | Luxemburg | Teladan Stadion, Medan Toeschouwers: onbekend Scheidsrechter: onbekend |
| 13 mei Mara Halim Cup № 320 «onderlinge duels» | doelpuntenmakers onbekend ??' |       |           | Teladan Stadion, Medan Toeschouwers: onbekend Scheidsrechter: onbekend |

|                                                |                               |       |           |                                                                        |
| 14 mei Mara Halim Cup № 321 «onderlinge duels» | Zuid-Korea                    | 3 – 0 | Luxemburg | Teladan Stadion, Medan Toeschouwers: onbekend Scheidsrechter: onbekend |
| 14 mei Mara Halim Cup № 321 «onderlinge duels» | doelpuntenmakers onbekend ??' |       |           | Teladan Stadion, Medan Toeschouwers: onbekend Scheidsrechter: onbekend |

|                                                       |           | |             |                                                                                   |
| 10 september WK-kwalificatie № 322 «onderlinge duels» | Luxemburg | 0 – 5                                                                                              | Joegoslavië | Stade Municipal, Luxemburg Toeschouwers: 3.000 Scheidsrechter: Franz Latzin (AUT) |
| 10 september WK-kwalificatie № 322 «onderlinge duels» |           | 50' Safet Sušić 64' (e.d.) Hubert Meunier 69' Vladimir Petrović 79' Zlatko Vujović 89' Ivan Buljan |             | Stade Municipal, Luxemburg Toeschouwers: 3.000 Scheidsrechter: Franz Latzin (AUT) |

|                                                      |           |                                         |                  |                                                                                  |
| 4 oktober Vriendschappelijk № 323 «onderlinge duels» | Luxemburg | 0 – 2                                   | Verenigde Staten | Stade Municipal, Luxemburg Toeschouwers: 1.600 Scheidsrechter: Gerd Hennig (FRG) |
| 4 oktober Vriendschappelijk № 323 «onderlinge duels» |           | ??' Larry Hulcer ??' (pen.) Ricky Davis |                  | Stade Municipal, Luxemburg Toeschouwers: 1.600 Scheidsrechter: Gerd Hennig (FRG) |

|                                                               |           |                                          |        |                                                                                    |
| 11 oktober WK-kwalificatie № 324 «onderlinge duels» 15:00 uur | Luxemburg | 0 – 2                                    | Italië | Stade Municipal, Luxemburg Toeschouwers: 19.000 Scheidsrechter: Henk Weerink (NED) |
| 11 oktober WK-kwalificatie № 324 «onderlinge duels» 15:00 uur |           | 33' Fulvio Collovati 77' Roberto Bettega |        | Stade Municipal, Luxemburg Toeschouwers: 19.000 Scheidsrechter: Henk Weerink (NED) |

|                                                      |                                                                                        |       |           |                                                                           |
| 19 november WK-kwalificatie № 325 «onderlinge duels» | Denemarken                                                                             | 4 – 0 | Luxemburg | Parken, Kopenhagen Toeschouwers: 10.500 Scheidsrechter: Clive White (ENG) |
| 19 november WK-kwalificatie № 325 «onderlinge duels» | Frank Arnesen 13' Frank Arnesen 41' (pen.) Preben Elkjær Larsen 57' Allan Simonsen 71' |       |           | Parken, Kopenhagen Toeschouwers: 10.500 Scheidsrechter: Clive White (ENG) |

## Statistieken
| Jeannot Moes       | 1948-05-11 | Avenir Beggen        | 10 | 0 | 0 |   |   |
| Claude Birenbaum   | 1954-11-21 | Aris Bonnevoie       | 1  | 0 | 0 | 1 | 0 |
| Verdediging        |            |                      |    |   |   |   |   |
| Hubert Meunier     | 1959-12-14 | Progrès Niedercorn   | 10 | 1 | 0 |   |   |
| Gilbert Dresch     | 1954-09-14 | Avenir Beggen        | 10 | 0 | 0 |   |   |
| Erny Dax           | 1958-04-11 | Etzella Ettelbruck   | 9  | 0 | 0 |   |   |
| Jean Zuang         | 1952-09-27 | Stade Dudelange      | 9  | 0 | 0 |   |   |
| Carlo Jungbluth    | 1958-10-15 | Jeunesse Esch        | 5  | 0 | 0 | 5 | 0 |
| Carlo Weis         | 1958-12-04 | KFC Winterslag       | 5  | 0 | 0 |   |   |
| Romain Michaux     | 1953-11-09 | Red Boys Differdange | 4  | 1 | 0 |   |   |
| Nico Rohmann       | 1952-11-23 | San Diego Sockers    | 4  | 0 | 0 |   |   |
| Marcel Bossi       | 1960-01-14 | Progrès Niedercorn   | 2  | 2 | 0 | 4 | 0 |
| Middenveld         |            |                      |    |   |   |   |   |
| Johny Clemens      | 1958-09-30 | CS Grevenmacher      | 6  | 0 | 1 | 6 | 1 |
| Nico Wagner        | 1954-09-19 | Red Boys Differdange | 5  | 2 | 0 |   |   |
| Pierre Hoscheid    | 1957-07-29 | Spora Luxembourg     | 4  | 3 | 0 | 7 | 0 |
| Paul Philipp       | 1950-10-21 | RSC Charleroi        | 4  | 0 | 0 |   |   |
| William Bianchini  | 1960-10-16 | Red Boys Differdange | 3  | 4 | 0 |   |   |
| Jean-Paul Girres   | 1961-01-06 | Union Luxembourg     | 3  | 0 | 0 | 3 | 0 |
| Romain Schreiner   | 1957-03-17 | Red Boys Differdange | 2  | 2 | 0 |   |   |
| Henri Bossi        | 1959-02-20 | Progrès Niedercorn   | 0  | 1 | 0 |   |   |
| Nicolas Bremer     | 1959-08-17 | Avenir Beggen        | 0  | 1 | 0 |   |   |
| Camille Neumann    | 1956-09-28 | Progrès Niedercorn   | 0  | 1 | 0 |   |   |
| Aanval             |            |                      |    |   |   |   |   |
| Marcel di Domenico | 1955-06-17 | Red Boys Differdange | 11 | 0 | 1 |   |   |
| Jeannot Reiter     | 1958-10-14 | Etzella Ettelbruck   | 9  | 1 | 3 |   |   |
| Robert Langers     | 1960-08-01 | Borussia M'gladbach  | 3  | 0 | 0 | 3 | 0 |
| Nico Braun         | 1950-10-26 | Thionville FC        | 1  | 0 | 0 |   |   |
| André Zwally       | 1955-10-18 | Jeunesse Esch        | 1  | 0 | 0 |   |   |
| Guy Back           | 1959-12-07 | Progrès Niedercorn   | 0  | 3 | 0 | 3 | 0 |

FLF · A-internationals · Bondscoaches · Statistieken · Luxemburgs vrouwenelftal · Luxemburg U21 · Luxemburg U19 · Luxemburg U18 · Luxemburg U17 · Luxemburg U16
1911 – 1919 ·
1920 – 1929 ·
1930 – 1939 ·
1940 – 1949 ·
1950 – 1959 ·
1960 – 1969 ·
1970 – 1979 ·
1980 – 1989 ·
1990 – 1999 ·
2000 – 2009 ·
2010 – 2019 ·
2020 − 2029
OS 1920 · 
OS 1924 · 
OS 1928 · 
OS 1936 · 
OS 1948 · 
OS 1952
1911 · 
1912 · 
1913 · 
1914 · 
1915 · 1916 · 1917 · 1918 · 1919 · 
1920 · 
1921 · 1922 · 1923 · 
1924 · 
1925 · 1926 · 
1927 · 
1928 · 
1929 · 1930 · 1931 · 1932 · 1933 · 
1934 · 
1935 · 
1936 · 
1937 · 
1938 · 
1939 · 
1940 · 
1941 · 1942 · 1943 · 1944 · 
1945 · 
1946 · 
1947 · 
1948 · 
1949 · 
1950 · 
1952 · 
1952 · 
1953 · 
1954 · 
1955 · 
1956 · 
1957 · 
1958 · 
1959 · 
1960 · 
1961 · 
1962 · 
1963 · 
1964 · 
1965 · 
1966 · 
1967 · 
1968 · 
1969 · 
1970 · 
1971 · 
1972 · 
1973 · 
1974 · 
1975 · 
1976 · 
1977 · 
1978 · 
1979 · 
1980 · 
1981 · 
1982 · 
1983 · 
1984 · 
1985 · 
1986 · 
1987 · 
1988 · 
1989 · 
1990 · 
1991 · 
1992 · 
1993 · 
1994 · 
1995 · 
1996 · 
1997 · 
1998 · 
1999 · 
2000 · 
2001 · 
2002 · 
2003 · 
2004 · 
2005 · 
2006 · 
2007 · 
2008 · 
2009 · 
2010 · 
2011 · 
2012 · 
2013 · 
2014 · 
2015 ·
2016 ·
2017 ·
2018 ·
2019 ·
2020 ·
2021
Afghanistan ·
Albanië ·
Algerije ·
Armenië ·
Azerbeidzjan ·
België ·
Bosnië en Herzegovina ·
Brazilië ·
Bulgarije ·
Canada ·
Cyprus ·
DDR ·
Denemarken ·
(West-)Duitsland ·
Egypte ·
Engeland ·
Estland ·
Faeröer ·
Finland ·
Frankrijk ·
Gambia ·
Georgië ·
Griekenland ·
Hongarije ·
Ierland ·
IJsland ·
Israël ·
Italië ·
Japan ·
Joegoslavië ·
Kaapverdië ·
Kameroen ·
Kazachstan ·
Letland ·
Liechtenstein ·
Litouwen ·
Madagaskar ·
Malta ·
Marokko ·
Mexico ·
Moldavië ·
Montenegro ·
Myanmar ·
Nederland ·
Nigeria ·
Noord-Ierland ·
Noord-Macedonië ·
Noorwegen ·
Oekraïne ·
Oostenrijk ·
Polen ·
Portugal ·
Qatar ·
Roemenië ·
Rusland ·
San Marino ·
Saoedi-Arabië ·
Schotland ·
Senegal ·
Servië ·
Servië en Montenegro ·
Slovenië ·
Slowakije ·
Sovjet-Unie ·
Spanje ·
Thailand ·
Togo ·
Tsjechië ·
Tsjecho-Slowakije ·
Turkije ·
Uruguay ·
Verenigde Staten ·
Wales ·
Wit-Rusland ·
Zuid-Korea ·
Zweden ·
Zwitserland